# Andrzej Buncol
Andrzej Bernard Buncol (Gliwice, 21 september 1959) is een voormalig profvoetballer uit Polen, die zijn actieve carrière in 1997 beëindigde bij Fortuna Düsseldorf.

## Clubcarrière
Buncol speelde als aanvallende middenvelder voor Ruch Chorzów en Legia Warschau, voordat hij in 1986 naar Duitsland vertrok om zich aan te sluiten bij FC Homburg. Met Bayer 04 Leverkusen won hij in 1988 de UEFA Cup door in de finale RCD Espanyol na strafschoppen te verslaan.

## Interlandcarrière
Buncol kwam in totaal 51 keer (zes doelpunten) uit voor de nationale ploeg van Polen in de periode 1980–1986. Hij maakte zijn debuut op 17 februari 1980 in de vriendschappelijke uitwedstrijd tegen Marokko, net als Andrzej Pałasz, Zbigniew Mikołajów en Marek Motyka.
Twee jaar later eindigde Buncol met Polen op de derde plaats bij de WK-eindronde in Spanje. Hij deed eveneens mee aan het WK voetbal 1986 in Mexico. Daar speelde hij ook zijn 51ste en laatste interland: op 11 juni 1986 tegen Engeland, toen hij in de rust inviel voor Waldemar Matysik.
| Interlanddoelpunten | Interlanddoelpunten | Interlanddoelpunten | Interlanddoelpunten                    | Interlanddoelpunten | Interlanddoelpunten | Interlanddoelpunten | Interlanddoelpunten |
| #                   | Datum               | Locatie             | Wedstrijd                              | Goal(s)             | Score               | Uitslag             | Wedstrijd           |
| ------------------- | ------------------- | ------------------- | -------------------------------------- | ------------------- | ------------------- | ------------------- | ------------------- |
| 1                   | 02/05/1981          | Warschau            | Polen – Duitse Democratische Republiek | 56'                 | 1 – 0               | 1 – 0               | WK-kwalificatie     |
| 2                   | 28/10/1981          | Buenos Aires        | Argentinië – Polen                     | 55'                 | 1 – 1               | 1 – 2               | Oefenduel           |
| 3                   | 15/11/1981          | Wrocław             | Polen – Malta                          | 6'                  | 1 – 0               | 6 – 0               | WK-kwalificatie     |
| 4                   | 22/06/1982          | A Coruña            | Polen – Peru                           | 69'                 | 4 – 0               | 5 – 1               | WK-eindronde        |
| 5                   | 31/08/1982          | Parijs              | Frankrijk – Polen                      | 68' (pen.)          | 0 – 4               | 0 – 4               | Oefenduel           |
| 6                   | 17/01/1984          | Calcutta            | Polen – Argentinië                     | 84'                 | 1 – 1               | 1 – 1               | Nehru Cup           |

## Erelijst
Ruch Chorzów
- Pools landskampioen

1979
 Bayer 04 Leverkusen
- UEFA Cup

1988